# Pristimantis loujosti
Pristimantis loujosti là một loài động vật lưỡng cư trong họ Strabomantidae, thuộc bộ Anura. Loài này được Yánez-Muñoz, Cisneros-Heredia, & Reyes-Puig mô tả khoa học đầu tiên năm 2011.